# Martina Kaller
Martina Kaller (* 24. November 1963 in Bad Aussee, bis 2010 Kaller-Dietrich) ist eine österreichische Historikerin und Lateinamerikanistin. Seit 2000 ist sie außerordentliche Universitätsprofessorin für Geschichte der Neuzeit an der Universität Wien.

## Leben
Nach einem Studium der Philosophie in Wien, Berlin und Mexiko-Stadt promovierte Kaller 1988 mit einer Dissertation über „Identität in der Geschichte als Problem des aktuellen mexikanischen Selbstverständnisses an der Universität Wien. Eine philosophie-historische Analyse“.
1990 wurde sie an der Universität Wien Assistentin am Lehrstuhl für außereuropäische Geschichte unter besonderer Berücksichtigung Lateinamerikas (Institut für Geschichte; Lehrstuhlinhaber Gerhard Drekonja). Im Jahr 2000 habilitierte sich Kaller mit einer ernährungsgeschichtlichen Arbeit mit dem Titel „Macht über Mägen. Essen als eigenmächtiges Tätigsein von Frauen in einem mexikanischen Dorf“ und wurde außerordentliche Universitätsprofessorin für Geschichte der Neuzeit an der Universität Wien.
Kaller absolvierte eine Reihe von Gastprofessuren, u. a. an der  Universität Jaume I (Castellón/Spanien), University of Sydney (Australien), Harvard University (USA),  Universidad de la Tierra (Oaxaca/Mexiko), University of California, Santa Barbara (USA) sowie Université de Paris III (Frankreich).
Für die Ausstellung „Essen unterwegs. Eine Ausstellung zu Mobilität und Wandel“ vom 8. Mai bis 28. August 2011, im Schlossmuseum Linz  zeichnete sie als Kuratorin verantwortlich. Nach der erfolgreichen Kandidatur der Universität Wien als Veranstaltungsort des 54. International Congress of Americanists (ICA), der im Juli 2012 stattfand, fungierte sie als Präsidentin dieser akademischen Großveranstaltung.
Martina Kaller ist geschieden, verwitwet und lebt in Wien.

## Schwerpunkte in Forschung und Lehre
Die Arbeitsschwerpunkte von Martina Kaller liegen in den interdisziplinären Lateinamerikastudien, in der Globalgeschichte, Food History, Entwicklungsforschung, Geschlechtergeschichte, historia intelectual sowie in Methoden und Theorien der Geschichte.
Anfang der 1990er Jahre untersuchte Kaller zusammen mit Markus Brunner und Wolfgang Dietrich in einem Forschungsprojekt die Geschichte österreichischer Wahrnehmung von und Politiken gegenüber Zentralamerika, insbesondere Guatemala (vgl. die Veröffentlichung „Projekt Guatemala“, Wien 1993). Die Themen Entwicklung, Entwicklungspolitik und deren Kritik bildeten auch in den Jahren danach einen wichtigen Schwerpunkt ihrer Arbeit.
Ab 1995 wandte sich Kaller  verstärkt Fragen von Nahrung, Geschlechter- und Machtverhältnissen in historischer Perspektive zu. Sie begann hierzu intensive Forschungsarbeiten in Oaxaca (Mexiko), die in ihre Habilitationsschrift „Macht über Mägen. Essen als eigenmächtiges Tätigsein von Frauen in einem mexikanischen Dorf“ mündeten (approbiert im Jahr 2000). Das zentrale Motiv dieser und späterer Analysen stellt der „Widerstand gegen die diagnostische Macht der Ernährung“ dar. Immer wieder im Mittelpunkt stand hierbei die Kulturpflanze Mais.
Im Jahr 2008 veröffentlichte Kaller die erste eingehende Biographie des Philosophen, Autors und Theologen Ivan Illich. In dieser werden insbesondere Illichs Kritik von Fortschritt, Entwicklung und modernen Institutionen (Schule, Medizin) im Kontext der intellektuellen und politischen Debatten seiner Zeit herausgearbeitet.
Martina Kaller hatte eine Reihe von Funktionen an der Universität Wien, in der österreichischen Lateinamerikaforschung sowie in der internationalen Forschungskooperation, insbesondere mit Lateinamerika, inne. Hierzu zählen unter anderem die Entwicklung und Implementierung eines Curriculums für Globalgeschichte an der Universität Wien (aus dem später ein  Master für Globalgeschichte und die Beteiligung am Erasmus-Mundus-Programm  Global Studies entstanden) sowie Entwicklung und Implementierung eines Master of Arts in Latin American Studies an Universität Wien und Österreichischem Lateinamerika-Institut. 2007–2011 hatte sie die Leitung dieses interdisziplinären Lehrgangs inne.

## Veröffentlichungen (Auswahl)
- Essen unterwegs. Eine kleine Globalgeschichte von Mobilität und Wandel am Teller. Verlag Bibliothek der Provinz, Weitra 2011, ISBN 978-3-85474-251-7.
- Ivan Illich (1926–2002). Sein Leben, sein Denken. Verlag Bibliothek der Provinz, Weitra 2007, ISBN 978-3-85252-871-7.
- Lateinamerika 1870-2000. Geschichte und Gesellschaft (Hrsg. gemeinsam mit Walther Bernecker, Barbara Potthast und Hans Werner Tobler). Promedia, Wien 2007, ISBN 978-3-85371-270-2.
- Macht über Mägen: Essen machen statt Knappheit verwalten. Haushalten in einem mexikanischen Dorf. Promedia, Wien 2002, ISBN 3-85371-190-1.
- Mais – Geschichte und Nutzung einer Kulturpflanze. (Hrsg. gem. mit Daniela Ingruber). Wien/Frankfurt am Main 2001, ISBN 3-86099-200-7.
- Projekt Guatemala. Hintergründe und Vordergründe der österreichischen Wahrnehmung eines zentralamerikanischen Landes (mit Markus Brunner und Wolfgang Dietrich). Frankfurt am Main/Wien 1993.